# Vista Alegre do Prata
Vista Alegre do Prata là một đô thị thuộc bang Rio Grande do Sul, Brasil. Đô thị này có diện tích 119,326 km², dân số năm 2007 là 1492 người, mật độ 12,5 người/km².